# Шляхетське виховання

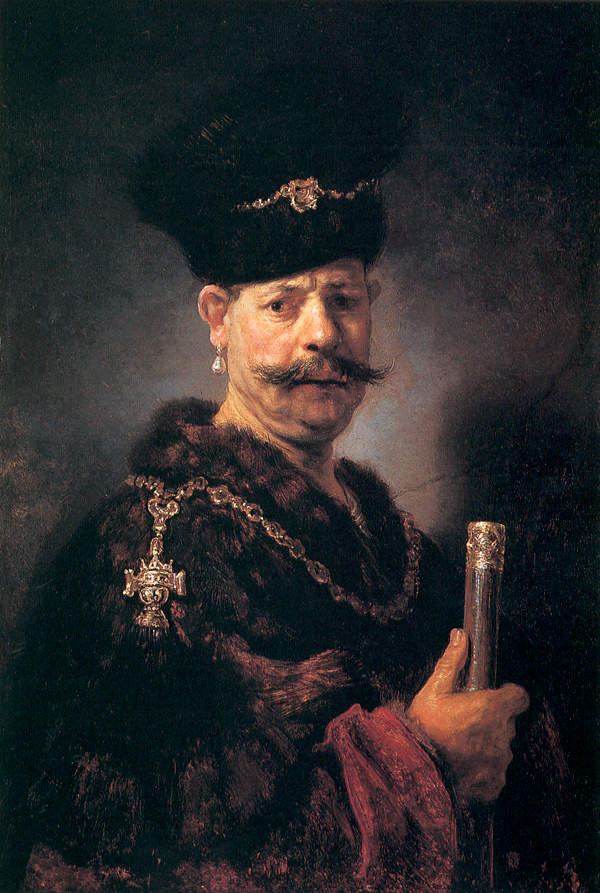
Польський шляхтич. Рембрандт, 1637 р.

Шляхетське виховання — система виховання дітей феодалів у Речі Посполитій та Королівстві Польському, яка мала на меті підготувати дитину до майбутніх обов'язків перед державою, оскільки саме шляхтичі займали основні державні, релігійні та військові посади. Виховання розумного, а головне гонорливого шляхтича було основою виховання. Велике місце, також, займало виховання поваги до старших, як за віком так і за статусом.

## Народження дитини
Народження дитини у заможніх шляхетських сім'ях було своєрідним таїнством та святом, але у сім'ях бідної шляхти поява дитини - погіршення матеріального становища.  У випадку народження дитини поза шлюбом на матір, чекало презирство, але серед вищої шляхти та королівських родин, таке явище було нормальним і навіть буденним. Особливо святкувалося народження сина. Наприклад, коли королева Бона Сфорца народила сина Сигізмунду I, він з Пруссії якнайшвидше прибув до Кракова, а жителів міста, в свою чергу, сповіщала червона стрічка вивішена з замку Вавель. У великих містах та при королівському дворі послуги надавали баби-повитуха та лікарі, але лише заможним сім'ям, оскільки коштували вони не дешево.
Окрім святкової атмосфера батьків супроводжувала атмосфера тривоги. Адже рівень смертності немовлят залишався дуже високим. В основному смерть дитини виглядала, навіть, "нормальним" явищем - "Бог дав, Бог узяв". З рукописних книг, призначених для сповіді у 17-18 ст., видно, що католицька церква знала про смуток батьків після смерті дитини, тому для церкви головним було щоб в цьому не обвинувачували Бога. Через це католицька церква прохала хрестити дітей якнайшвидше, у випадку явних проблем із здоров'ям у дитини її хрестили навіть дома.
Важливу роль відводили церемонії хрещення, на яку запрошували всіх членів сім'ї та друзів. Не менш важливим був вибір хрещених батьків. Наприклад, у дітей з династії Ваза хрещеними батьками найчастіше були члени роду іспанських та австрійських монархів або вищі католицькі ієрархи.  Втім, поодинокі магнати вибирали хрещених батьків серед жебраків або бідняків, для демонстрації своєї щедрості та людяності. В королівських і магнатських сім'ях хрещення супроводжувалося величезними процесіями: гарматні залпи, феєрверки та маса людей. Наприклад, народження сина Сигізмунда Августа святкували не тільки в Кракові та інших містах Польщі, але й у Неаполі, Будапешті. В честь цього ставилися спектаклі, центри міст закривалися. Дітей народжених поза шлюбом хрестили таємно та без присутності гостей.
Після пологів знайомі жінки приносили матері тістечка, солодощі, фрукти, пиво та вино, для швидкого відновлення сил. Батьку дозволялося відвідати дитини й дружину лише через декілька днів, до нормально життя поверталися лише через 42 дні.

## Виховання
В першу чергу дитину навчали молотися і хреститися. Підростаючи шляхтич мав засвоїти всю систему цінностей свого соціального стану. Шляхтичам прищеплювали християнську любов до ближнього, відданість Батьківщині, слухняність, шанування законів і влади. Часто, особливо у 16-18 ст. роль першого вихователя брав на себе дядько, тобто поважна особа з числа родинних слуг, який користувався довірою батьків. Наприклад, князя Романа Сангушка виростив Федір Шолуха Дороготенський, який:
"З молодості літ своих бавился при мне і літ три словенского язика читати й писати мене учил."
Вдома хлопчиків навчали читати та писати, але не принципово. Навчити цьому мали в колегіумі. Якісна домашня освіта була розкішшю, доступною лише магнатам. Наявність іменитого вчителя у родині було питанням престижу та якісної освіти. Так, наприклад, у маєтку графів Дідушицьких, що у галицькому селищі Ярищів, панича Володимира навчав не лише його вчитель - Франц Клечковський, а ще й інші відомі вчені: історію та літературу викладав  директор бібліотеки Оссолінських Август Бельовський, географію - науковець Вінсент Поль, орнітологію - Ернест Шауер. Часто родина вчителя мешкала при маєтку шляхтича, як правило, такі вчителі навчили не одного уродженця роду.
Але іноді домашня освіта набувала досить кумедних форм. Так Кароля Радзивілла навчав шляхтич пан Пищало. Пан Пищало почува, що матері Кароля не подобається як священики навчають її сина, оскільки надто часто використовують покарання. Княгиня оголосила, що той, хто навчить Кароля граматиці та арифметиці, отримає два великих фільварки. Одразу ж до Несвіжа почали приїжджати різні вчителі, серед яких був і пан Пищало, який:
."..сам був далеко не грамотій, але готовий був узятися за все що завгодно; чи то навчати у Сморгонях ведмедя ходити на ладніх лапах, чи то просвіщати князя Радзивілла."
На свій перший урок пан Пищало наказав принести дошку та шість пістолетів. Дошку поставив на відстані 40 кроків і намалював на ній літеру А, і сказав: "То А, стріляй в неї". Теж саме повторив з усіма літерами алфавіту. Таким чином майбутній “господар Литви” вивчив алфавіт.
Система виховання дітей, у родинах дрібної та середньої шляхти, залишалась незмінною протягом століть. У столицях, великих містах та будинках магнатів часто приживалися західні нововведення. Таким чином, протягом 16-18 ст. популярним методом були закордонні подорожі молоді. Їхали навчатися – peregrinato academia(навчальна подорож) або знайомитись з природою, звичаями, населенням. Найчастіше їхали до Італії, Німеччини, Швейцарії та Нідерландів, рідше до Англії чи Іспанії. Скажімо, Єронім Балінський у 12-річному віці жив у Німеччині, де вивчив мови, привчився до витончених манер. Після повернення почав вивчати вітчизняне право, працювати у сеймі. Виїхавши до Італії навчився їздити верхи, фехтувати, грати в шахи тощо.
Концепція незалежного виховання юного дворянина була побудована на необхідності завжди і всюди наслідувати батьків. Навіть в іграх з дітьми слуг чи селян малюк-шляхтич мав почуватися вище за них. У шляхетських родинах дітей привчали до підкорення та шанування віку, заслуг, титулів. Наприклад, під час приїзду вельможі до шляхтича, то він кликав своїх синів, обов'язково в контушах та при шаблях, які мали привітати гостя: стольнику лише поцілувати руку, а каштеляну або воєводі окрім поцілунку, ще й вклонитися в ноги. Протягом перебування вельможі в будинку сини мали бути присутні в кімнаті. Присісти чи навіть спертися на щось було дозволено заборонено, без дозволу батька. Навіть покинути кімнату не дозволялося, але якщо і було дозволено, то батько чітко вказував коли повернутися. Запізнення було жестом найвищої неповаги до присутніх. Після закінчення прийому, батько влаштував синам іспит, де вони мали розповісти, що вони засвоїли після бесіди, у випадку відсутності змоги відповісти застосовувалися тілесні покарання.
Шляхтичі проявляли повагу не лише до старших за чином, але й за віком, особливо у родинному колі. Важливою ознакою виховання було вміння поводитися в гостях у родичів. Ось як описує церемонію відвідування бабусі Ян Тадеуш Булгарин:
В Польщі у минулому столітті(у 17 ст.) всі родичі по низхідній лінії споріднення мали падати навколішки перед старшим родичем і цілувати ноги батьків. У моєї прабабусі, пані Онюховської, цей звичай вівся аж до її смерті. Коли ми приїхали до неї, вона сиділа у великому кріслі. Мої батьки та сестра впали до її ніг, примусивши й мене зробити те саме, і вона простягнула ногу, яку ми поцілували. Потім вона наказала нам підвестися з крісла, щоб поцілувати нас в обличчя, благословила та наказала моїм батькам сісти, а нам з сестрою стати біля її крісла... Мені страшенно хотілося побігати в садку, але мій батько сказав, що не можна гуляти в садку без особливого дозволу господині; таким був старовинний звичай! Пий, їж, спи та прогулюйся не тоді, коли побажаєш, а коли наказують! Кожен був у своєму домі володарем, а в чужому - підданим. Нас покликали на обід, і батьки мої знову хотіли повторити обряд колінопреклоніння, але прабабця не допустила цього; досить було й одного разу! Висловлювання подяки моїх батьків вона вислухала холоднокровно й відповіла лише прислів'ям... "свій своєму проти волі брат"... Перед від'їздом повторилося колінопреклоніння, цілування в ногу, у руку та благословення. Прабабуся подарувала моїй матері шкіряний мішечок зі ста червонцями, зав'язаний і запечатаний, сестрі десять червонців, а мені один червонець та цукерки. Батька мого вона лише погладила по голові та сказала: "Живи скромніше!". Коли ми всілися в коляску, батько намацав під ногами мішок і трохи підняв його; мішок був із грошима та написом "500 карбованців""
Моральне виховання пов'язували з покараннями. Але рекомендувалося не демонструвати своєї злості чи жорстокості.
Фізичне виховання відбувалося у батьківських маєтках. Основними напрямками були фехтування та їзда верхи. Батьки саджали 6-річних хлопчиків на коня, давши дерев'яну шаблю та спостерігали. У таких двобоях суперниками були хто завгодно: син управителя, селянина, слуги. Ю. Квітковський пише про такі заняття:
"Ще однією розвагою під час канікул були палиці, що називаються пальцатами, якими студенти, що замислили поєдинок, фехтували між собою. Ці вправи були необхідні для підтримки гідності шляхтича, як засіб для привчання молоді до майбутнього оволодіння шаблею."

### Виховання підлітка

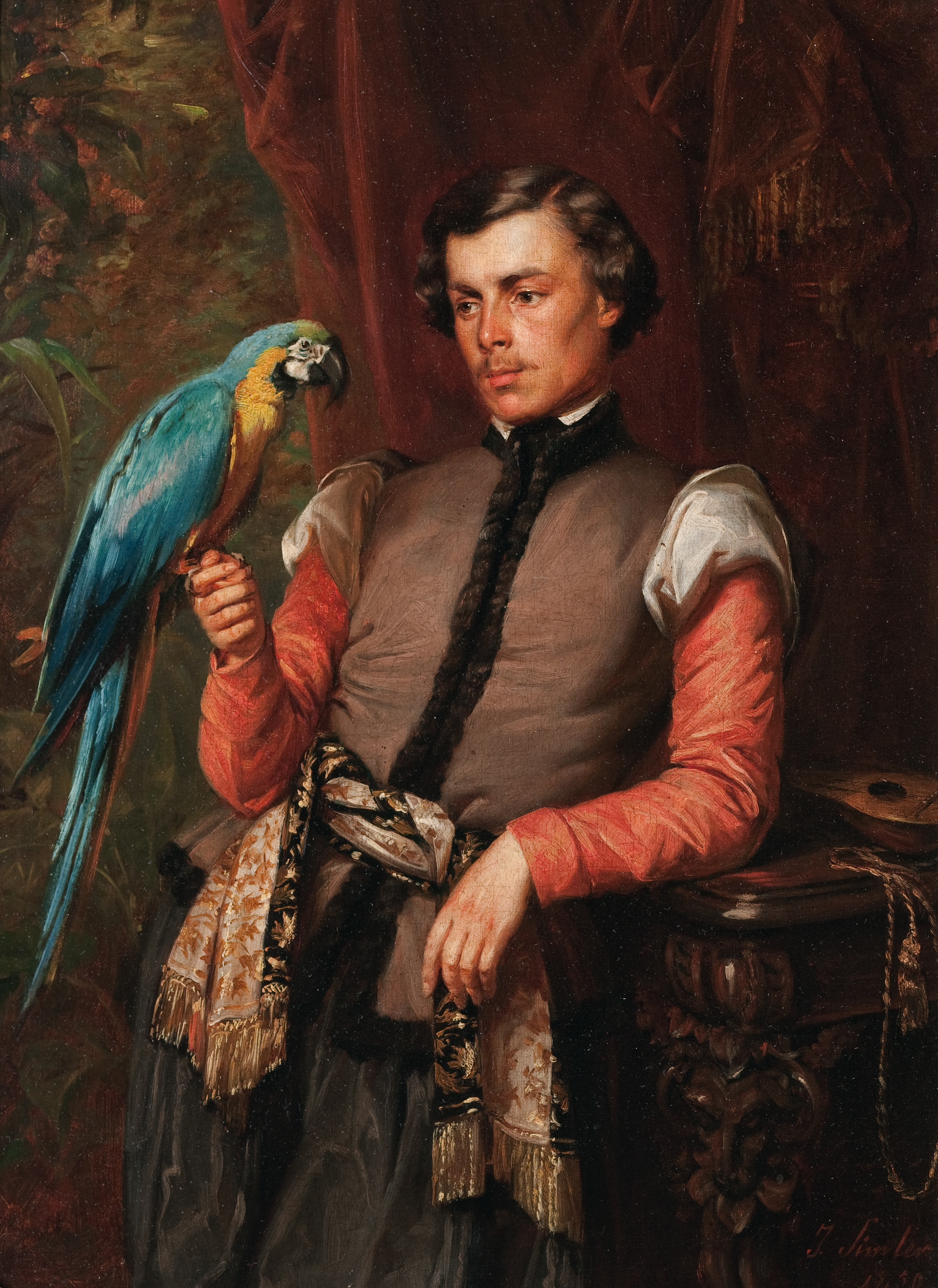
Польський шляхтич з папугою, картина Йозефа Зимлера.

У вихованні сина-підлітка роль батька була найважливішою. Юному шляхтичу не дозволялося вживати спиртних напоїв, за цим стежили всі родичі. Навіть покинувши батьківський маєток він мав пам'ятати, що йому слід демонструвати добре виховання і багато не пити, принаймні до свого 30 річчя.
Академічне навчання шляхтичів залежало від багатства їх батьків, але проводилося в найпрестижніших навчальних закладах.

Незмінним видом покарання все ще залишалося шмагання. Особливо карали за "нешляхетну поведінку" та "втрату гідності" в присутності інших. Ці правила було досить складними і один і той же вчинок міг трактуватися по-різному. Ось, що пишу у своїх спогадах Ян Охотський: 
"Коли майже всі почали роз'їжджатися і ми збиралися наступного дня вирушати додому, князь покликав мене до себе в кабінет, наповнив мої кишені цукерками та подарував 5 червінців. Я надзвичайно зрадів і тому, й іншому. Повернувшись на квартиру, я одразу показав батькові подарунки, попросивши купити мені що-небудь, але батько суворо дорікав мені за те, що я прийняв гроші, та наказав віддати їх матері.
 Ледве ми переступили поріг рідного дому та скинули шуби, я кинувся до матері із грошима та цукерками.
— Звідки ці гроші? - запитала вона.
— Від князя.
—Як посмів ти їх прийняти?
 Моя матірбула дуже гонорливою і страшенно образилася, що старший син її принизився настільки, що зміг взяти гроші в чужої людини. Настала довга красномовна проповідь, яку я вислухав у повному мовчанні, немов справжній злочинець. Під час проповіді увійшли дві покоївки та дівиця Столінська, яка завжди виконувала екзекуції; вони безжалісно розтягнули мене на лаві та відлічили п'ятнадцять ударів, перш ніж я встиг обігрітися з дороги.
 Коли ж настав час мого повернення до училища, до нас завітав мій дядько, брат матері, якому батько привіз відсотки з контрактів, у зв'язку з цим мій від'їзд відклали на два дні.
 Дядько хотів дати мені декілька талерів на дорогу, але я зреагував дуже гордо та рішуче відмовився. Він поскаржився сестрі. Нове пояснення та догана: чому я не прийняв від такого близького родича доказ його приязні до мене. Мене примусили впасти йому в ноги, вибачитися, прийняти гроші, а для кращої пам'яті наказали прогулятися до гардеробної, де у звичний спосіб дівиця Столінська відлічила мені десять ударів."

### Завершення виховання
Система виховання закінчувалася обрядом батьківського благословення. Юнакові, належало отримати напутню пораду, але вигляд вона мала особливий. Хлопця десятки разів били батогом, зазвичай цим займався батько або старший чоловік. У такий спосіб нагадували бути чесним і покірним. На закінчення посвячений шляхтич  вклонявся в ноги батьку і цілував його руку.
Після обряду починалась процедура прощання с сином у родинному колі. Після обов’язкового бенкету шляхтич вирушав до місця майбутньої служби.

## Спартанське виховання шляхтичів
Оскільки фізичне виховання можна назвати пріоритетним, то батьки часто користувалися дідівськими методами, хоч і не дуже гуманними. Ян Тадеуш Булгарин згадує: 
"Мій батько дуже часто був відсутній дома, він любив відвідувати сеймики, суди, великі полювання, одне слово бувати скрізь, де збиралося багато поміщиків. Він також часто їздив із візитами до старого князя Радзивілла, який дуже любив його компанію. Останнє моє захворювання до того налякало батька, що він вирішив загартувати мене. Ані сльози матінки, ані поради лікарів і друзів не змогли пом'якшити його у цьому наімірі:не розумію, як я тільки живим залишився після свіх випробувань, що перепали на мою долю! Наприклад, він пробуджував мене зранку або пострілом із рушниці над самісіньким моїм ліжком, або крижаною водою, що він виливав на мене. Сказавши мені якось, що лише баби та дурні вірять у чортів, чаклунів, відьом і живих мертвеців, він відправляв мене самого опівночі, взимку та восени, на тік, наказуючи принести колосків або жменю зерна. Потрібно знати, що за  нашим гумном був сільський цвинтар, зі старою уніатською дерев'яною церквою. Достатньо було лише одного сурового батьківського погляду, і я безмовно підкорився. Сліз він не переносив, а відмовок не слухав. 
Із першого разу, коли мене облили в ліжку водою, я захворів на лихоманку, а від першого рушничного пострілу над головою мені мало не заціпило, але за півроку звик до всього, і з радістю бігав темної ночі на гумно, забавляючись зі страхів матінки та сестер. При цьому батько привчав мене до грубої їжі; брав мене з собою на полювання, під час якого ми іноді проводили по декілька днів у лісі, та я, семирічний хлопчик, скакав за ним галопом верхи на маленькій конячці і стріляв зі спеціально для мене виготовленої рушниці. Спочатку я був дуже слабкий та розпещеним, боявся всього, не міг винести найлегшої застуди, і навіть кусень чорного хліба розладнував мій шлунок, та після декількох місяців спартанського виховання я надзвичайно зміцнився; ласував чорним хлібом із цибулею та редькою, капусті з кашею, що виготовлялися для прислуги, надавав перевагу перед усім вершковими кашками та бульйонами, якими годували мене до того, і замість кави та чаю пив або кухоль молока, або холодної джерельної води; бігав по калюжах, а на полюванні - по болотах, не відчуваючи жодних наслідків від замочених ніг. Мій батько тріумфував, а матінка щодня боялася за моє життя, але зі сльозами на очах підкорювалася батьку. Він дуже любив матінку, але у волі своїй був непохитним. І хоча ця несподівана зміна в моєму фізичному вихованні не тільки не нашкодила мені, а навпаки, пішла на користь, сам я не наслідував цю систему, та й нікому не раджу. Набагато краще загартовувати дітей поступово та відповідно до їхньої статури. Ми живемо не в Спарті, і в наш час голова набагато найважливіша за тулуб."

Такі стосунки у родині були дуже поширеними, але засоби стимулювання відрізнялися, так відомий оперний співак Войцех Дідушицький пише: 
"Батько сказав:"Від завтра встаєш о пів на четверту і прибираєш у стайні".Платив мені за це."

## Жіноче шляхетське виховання
У 16 ст. у країнах Європи не було єдиної думки про жіночу освіту. Наприклад, А. Глобер, Л. Горницький, С. Петриця відзначали схильність жінок до глибокої, а не поверхневої освіти. Більшість батьків категорично відкидали право дочок на освіту. Так, Магдалена Мортеска, жінка, що реформувала орден бенедиктинок, навчилася грамоті таємно від батьків. Дружина воєводи Познані Б. Потоцька забороняла дочкам читати книги, навіть морального змісту. У 17 ст. лунали думки про те, що освіта навіть шкідлива для дівчат та жінок.
Молоду шляхтянку навчали домашньому господарству, догляду за дітьми. Найголовнішою рисою була здатність народжувати. Шляхтянка мала піклуватися про всіх членів родини, створювати комфорт. Важливо було також заохочувати синів до здобуття освіти. Жінка мала бути прикладом для дітей та слуг, надавати розпорядження та поради. Вміння гарно поводитися з людьми нижчого походження було гарною рисою.
В той час жінки сприймалися як слабкі натури. Суспільство прискіпливо ставилося до їх моральності, але якщо жінка вирізнялася набожністю та моральністю, то і повага була неабияка. Змалку дівчат навчали віри, релігійних дійств. Невід'ємною частиною життя було спілкування з священиком, часто знайомство з релігійними книгами. Символами для наслідування жінками середини 17 ст. стали: Єва-породілля, Сара благословенна, Леа терпляча, Ребекка слухняна, Анна побожна.
Гарним тоном було вміти на музичних інструментах, а з 18 ст. вміти говорити французькою. Якщо на 16 ст. кількість грамотних жінок у Польщі була не больше 10%, то в 17 ст. значно зросла. Це заслуга черниць католицьких орденів, які створювали жіночі школи.

## Особливості шлюбів
У середньовічній Польщі були розповсюджені шлюби засновані на любові, а не на матеріальних розрахунках. Як правило, був вільний вибір своєї половинки, без рекомендацій батьків. Все це яскраво відстежувалося у праці Яна Мровінського «Подружня пара»(1561р.). у цьому творі він відводив неабияку роль дружині, яка була помічницею и порадницею для свого чоловіка. На перший план ставилося створення сім'ї. Якщо ж подружжя не виконувало свого обов'язку, то це вважалося ігноруванням людського права і волі божої. Заборонявся шлюб для людей, які присвятили себе Богу в монастирях.
Існували усталені традиції і звичаї щодо церемоній заручин і весілля. Діти заможної шляхти дуже рідко одружувалися із власного бажання, тобто на основі взаємної симпатії. Частіше за все їх шлюби були результатом переговорів. Магнати і шляхта довіряли перемовини лише досвідченим членам роду, в той час як міщани і селяни користувалися послугами професійних сватів.
Сватання відбувалося у 2 етапи. На першому етапі свати переконували батьків в наявності суттєвих переваг нареченої чи майбутнього чоловіка. Існували навіть спеціальні збірники промов. Уже кінцева згода відбувалася за торжеств енних обставин(музика, пісні, танці). На останньому етапі  молоді здійснювали обмін каблучками і питали згоди батьків та їхнього благословення.
Для різних верств населення  сватання відбувалося по-різному: шляхтич – засвідчував лицарську гідність нареченого усталеним ритуалом; дворянин – приїздив до будинку своєї нареченої  з товаришем, який обов’язково повинен був користуватися авторитетом і повагою; пан- крім товариша, мав супроводжувати почет, що відповідав би його статусу.
Тоді вже гостя запрошували на вечерю. Не допускалося, щоб у жениха був пустий келих, йому завжди підливали вино. Якщо дівчина погоджувалася стати дружиною, то за звичаєм молодий мав зразу ж упасти їй в ноги. Якщо ж батьки не раді парубку і не бажають віддавати за нього свою доньку, то на стіл ставився гарбуз, гусак на блюді або ж порося з чорним соусом.
Іноді підписували детальний шлюбний договір.  Заборонялося справляти весілля у такі періоди : з першої неділі свята причастя до восьмого дня після Богородиці, з другої неділі перед Великим постом до першої неділі після Великодня, з понеділка перед  Успінням до восьмого дня перед Трійцею.
Дівич-вечір проводився напередодні вінчання у будинку нареченої, там нареченій плели віночок з розмарину. Наречений в цей день також збирав на своїй половині своїх друзів-чоловіків, де пригощалися угорським вином. Суворо заборонялося під час танців розмовляти один за одним нареченим.
За традицією кожна подруга рано-вранці приносила кошик квітів нареченій. Також згідно з традиціями, наречена повинна були сидіти на діжці з опарою, в той час, як подруги одягали на неї весільне вбрання(біла сукня, прикрашена квітами, заборонялося одягати коштовні прикраси). Поганою прикметою слугувало вдягнення нареченої чогось чорного або червоного, це загрожу нещасливим сімейним життям. Особливістю було те, що вбрання для нареченої та її подруг привозила найзаможніша пані з усіх гостей.
Поки молода готувалася гостей розважали маленькі дівчата танцями. Супроводжували наречену двоє близьких родичів, потів йшли вже дружки і маленькі дівчата, які несли миртовий вінок. Після батьківського благословення всі вирушали до церкви для обряду вінчання. До місця вінчання наречені добиралися окремо, а вже додому їхали разом.
Проголошення тостів було невід'ємною частиною весілля, де кожний міг продемонструвати свою красномовність. Супроводжувалося свято танцями, піснями. Залюбки танцювали й старовинні танці(коломийка, подолянка та ін.). Великої популярності набувають волоські та німецькі танці, що набули поширення у XVI ст..
За звичаєм, жінки і чоловіки під час вечері сиділи по різним сторонам столу. Наречена опівночі зникала із-за столу і через годину до неї приводили нареченого в окрему кімнату.
Зазвичай «шлюбні контракти» укладалися між бідними сім'ями, в надії на краще майбутнє для своїх дітей, представникам же вищих класів надавали право вибору. Весілля намагалися зробити якого пишнішим, а подарунки залежали від матеріального стану наречених.
Проте відомо багато прикладів шлюбних контрактів у яких чоловік чи дружина були набагато старші або молодші за віком від обранців їхніх батьків.
Очевидно що в шлюбах, які укладалися по домовленості, були присутні подружні зради. Але бували й випадки  в яких молодята по справжньому закохувалися і жили довго та щасливо.
Часто після смерті одного з подружжя інший міг знайти собі нову пару. Зустрічалися й випадки трагічного кохання, в якому через ревнощі отруювали інших людей.
Подружню зраду карали жорстоко, але звичайно різниця між покаранням чоловіків і жінок була разючою.
Гомосексуальні відносини також мали місце у тогочасному суспільстві. Значну роль  у стосунках відігравала, звичайно ж, релігія яка стримувала вподобання людей.